# Vejigante-Masken

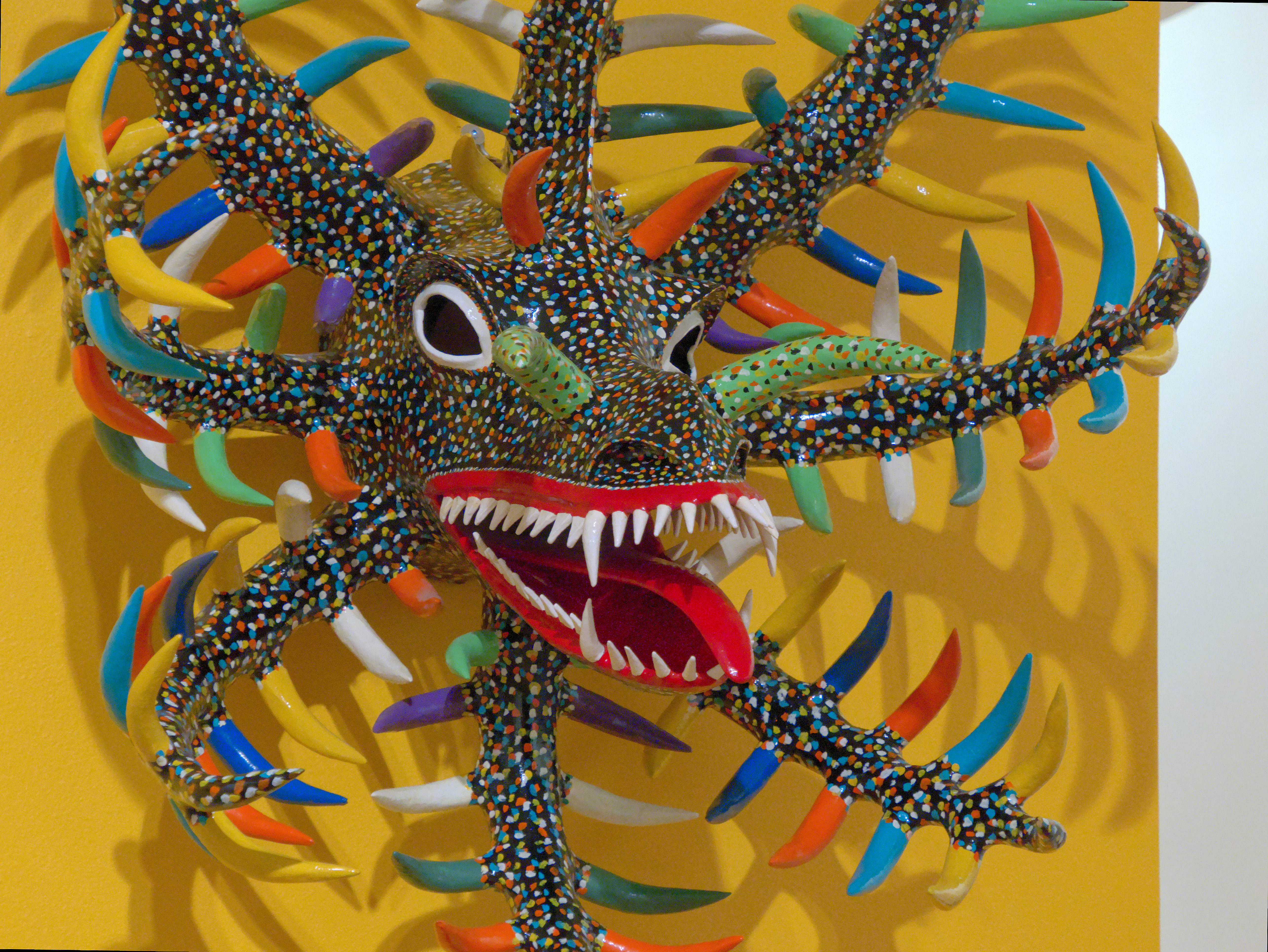
Vejigante-Maske im Museo de Arte de Puerto Rico

Vejigante-Masken (sp.:Máscaras de Vejigante) sind kunstvolle Karnevalsmasken, hergestellt auf Puerto Rico, die einen wichtigen Aspekt der Kultur der Insel ausmachen.

## Form und Gestaltung
Sie wirken wie verzerrte Gesichter von Menschen oder Tieren, dekoriert mit Hörnern und bunten Farben, was den speziellen Vejigante Charakter ausmacht.
Karneval wird in jeder puerto-ricanischen Stadt zu einem anderen Zeitpunkt gefeiert. Die Gemeinsamkeit besteht jedoch darin, dass dabei immer der Beginn der Fastenzeit eingeleitet wird. Die verschiedenen Masken unterscheiden sich ortsspezifisch voneinander. Sie werden aber in der Regel aus den gleichen Materialien hergestellt. Dazu gehören Kokosnussschalen, bunt bemaltes Pappmaché und Kürbisse, die zu Hörnern umfunktioniert werden.
Die Masken erfüllen während der Karnevalsfeierlichkeiten unterschiedliche Zwecke. In Städten wie Hatillo erinnern sie an den Märtyrer-Tod der Heiligen. Dort sind die Masken ebenfalls mit bunten Metallsträngen dekoriert, dies soll an die spanischen Soldaten erinnern und eine Parodie dieser darstellen. Vor allem aber, soll der bunte Karnevalsschmuck böse Geister vertreiben.
Getragen werden sie bei den traditionellen Karnevalsparaden oder Karnevalsparties.
Die Masken werden privat oder von Künstlern hergestellt. Der hohe Arbeitsaufwand macht die Masken sehr wertvoll, daher werden einige Stücke sogar in Museen ausgestellt.